# Schøyen Collection

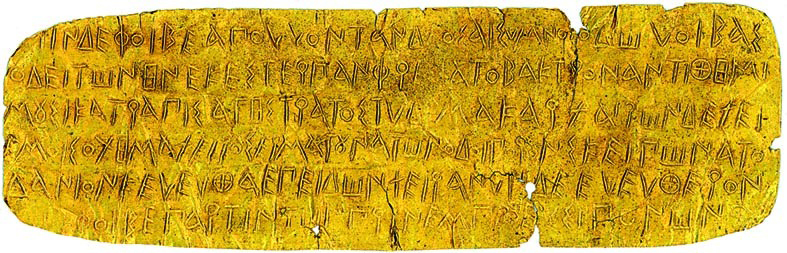
Altgriechisches Amulett MS 5236 mit einer Beschwörung des Gottes Phoebus Apollo. Die Inschrift der aus dem 6. Jahrhundert v. Chr. stammenden Goldfolie wurde im Blockdruck hergestellt

Die Schøyen Collection (norwegisch Schøyen-samlingen) ist die größte private Handschriftensammlung des 20. Jahrhunderts. Sie befindet sich in Oslo und London.
Die Sammlung wurde von Martin Olsen Schøyen gegründet und wird von seinem Sohn Martin Schøyen weitergeführt.
Ihre Inventarstücke umfassen einen Zeitraum von über 5.000 Jahren, die Sammlung umfasst 13.700 Manuskripte und Objekte aus verschiedenen Zeiten, Regionen und Sprachen und auf unterschiedlichen Beschreibmaterialien. 740 davon sind online abrufbar. Bestandteil der Sammlung sind auch knapp 1.100 Papyri.
Die Sammlung ist systematisch aufgebaut, Schlagworte sind etwa die Bibel, Geschichte, Paläographie und Literatur, daneben präsentiert sie auch Manuskripte und Wissenswertes über Naturwissenschaften, Mathematik, Musik und anderes. Ein Teil der Sammlung ist auf ihrer Website zugänglich gemacht.
2012 waren 90 % noch nicht publiziert.
Die Herkunft zahlreicher Stücke der Sammlung ist zweifelhaft. Sie stammen vermutlich aus Raubgrabungen aus dem Irak, Afghanistan und anderen Ländern.
Ab und zu hat Martin Schøyen einzelne Stücke oder ganze Sammlungsbestandteile wieder veräußert, so 2012 seine zum Teil aus der Sammlung des Paläographen Bernhard Bischoff stammenden paläographischen Fragmente.

## Liste ausgewählter Handschriften
- Liesborner Evangeliar, 10. Jh., verkauft
- MS 187, 4. Jh., Exodus
- MS 230, 12. Jh., Evangelien (inzwischen weiterverkauft an die Green Collection)
- Schøyen MS 2633, 4./5. Jh., Jesus Sirach
- Schøyen MS 2634/1, 3./4. Jh., „Akten des Paulus und der Thekla“
- Schøyen MS 2634/2, 4. Jh., Kommentar des Origenes zu 1. Mose 1,14
- Schøyen MS 2648, 3. Jh., Josua
- Schøyen MS 2649, 3. Jh., Leviticus